# Farmacòfor
Un farmacòfor (joc de paraules entre "φαρμακον" -fàrmac- i "μεταφορέας" -transportador-) és una subestructura tridimensional d'una molècula que transporta la característica essencial responsable de l'activitat biològica del fàrmac (Ehrlich. Dtsch. Chem. Ges. 1909, 42: p.17). Aquesta subestructura va ser definida per primera vegada per Paul Ehrlich en 1909. En 1977, aquesta definició va ser actualitzada per Peter Gund a "un conjunt de característiques estructurals en una molècula que són reconegudes pel lloc d'acció d'un receptor i és responsable de l'activitat biològica d'una molècula".
Alternativament també es descriu com un conjunt de grups funcionals interactius amb una geometria definida. Bàsicament, s'intenta parlar el llenguatge proteic per a trobar la "complementarietat química i estructural" (també anomenat "Hipòtesi del farmacòfor") amb els receptors diana.